# مگ بوسرت
مگ بوسرت (انگلیسی: Meg Bussert; ۲۱ اکتبر ۱۹۴۹ – ) موسیقی‌دان اهل ایالات متحده آمریکا بود.